# LinnDrum
La LinnDrum è una drum machine prodotta dalla Linn Electronics dal 1982 al 1985. Ne vennero venduti circa 5,000 esemplari.

## Descrizione e storia
L'alta qualità dei suoni campionati che contiene, la sua flessibilità ed il costo contenuto la resero molto popolare: vendette più sia del modello precedente (l'LM-1) che di quello successivo (il Linn 9000). Roger Linn riutilizzò lo pseudonimo di LinnDrum Midistudio e del Roger Linn Designs' LinnDrum II. La LinnDrum venne sfruttata in numerosissime registrazioni musicali per tutti gli anni Ottanta e si può sentire in tante hit del periodo, come Relax dei Frankie Goes to Hollywood, Take on Me degli a-Ha, Axel F di Harold Faltermeyer, Shout dei Tears for Fears, Thriller di Michael Jackson, Let's Hear it for the Boy di Deniece Williams e Lucky Star di  Madonna.
Quando la Linn Electronics chiuse nel 1986, la Forat Electronics comprò i suoi assetti e modificò lo strumento, aggiungendo ulteriori suoni e funzionalità. La LinnDrum è una drum-machine pre-MIDI, sfruttante un'interfaccia DIN sync, tuttavia un MIDI Retrofit Kits venne applicato da JL Cooper e dalla Forat Electronics.